# Phaius luridus
Phaius luridus là một loài thực vật có hoa trong họ Lan. Loài này được Thwaites miêu tả khoa học đầu tiên năm 1861.